# NGC 3540
إن جي سي 3540 التي يرمز لها بالرمز NGC 3540، هي مجرة، في كوكبة الدب الأكبر.

## الاكتشاف
اكتشفت في 11 مارس 1831، بواسطة جون هيرشل.